# Aeonium aureum
Aeonium aureum ((C.Sm. ex Hornem.) T.H.M.Mes, 1995) è una pianta succulenta appartenente alla famiglia delle Crassulaceae, endemica delle Isole Canarie.

## Descrizione
Cresce fino a 25 cm di altezza.
- Infiorescenza: fiori gialli che spuntano tra maggio e giugno.

## Distribuzione e habitat
La specie è endemica delle isole Canarie.